# СМИ2
СМИ2 (smi2.ru) — российский новостной агрегатор, принадлежащий медиахолдингу E-generator. Проект запущен в августе 2006 года. С 2014 года входит в топ-10 самых популярных интернет-СМИ России по версии LiveInternet, имея месячную аудиторию 11—15 млн уникальных посетителей. Среди партнёров компании деловой журнал РБК перечисляет РИА «Новости», «Ведомости», «Газету.ру», Forbes, Vesti.ru и многие другие значимые русскоязычные новостные издания.

## Описание
В своём нынешнем виде (с марта 2014 года) СМИ2 является контент-агрегатором средств массовой информации, в котором их новости в режиме реального времени автоматически выстраиваются в рейтинг в зависимости от своей популярности у аудитории с использованием данных обменной новостной сети СМИ2.net, входящей в эту же компанию.
Помимо двух общих рейтингов (за час и за сутки) существуют и аналогичные тематические, куда по тому же принципу собираются новости по экономике и финансам, автомобилям, спорту и недвижимости. Есть и региональные рейтинги — для тридцати городов России, а также для Украины и США. Щёлкнув мышью по заголовку той или иной новости или на кнопку «читать подробнее», можно получить полный текст этой новости на сайте соответствующего издания. Предусмотрена и возможность делиться новостями в основных соцсетях.
По данным газеты «Ведомости», в проекте принимают участие большинство крупных СМИ и медиахолдингов России, СМИ2 обеспечивает более 3 млн переходов на их сайты ежедневно. Согласно собственным данным СМИ2, в партнёрских отношениях с этим проектом состоят около 8 тыс. отобранных вручную изданий, а ежемесячный охват аудитории по состоянию на начало 2016 года составляет 25 млн человек.

## Компания
Единственный собственник СМИ2 — зарегистрированное в августе 2011 года ООО «СМИ2». Согласно данным базы корпоративной информации СПАРК, которую поддерживает ИА «Интерфакс», основным владельцем ООО «СМИ2» является ООО E-generator, ему принадлежит доля в 70 %. В свою очередь, E-generator с 2005 года на 55 % находится во владении инвестиционного холдинга ФИНАМ. Оставшимися 30 % ООО «СМИ2» владеет Борис Соркин.
Генеральный директор (с мая 2019 года) — Юрий Белоусов, до него этот пост в течение 2 лет занимала Анна Иванова, а до этого Павел Власов-Мрдуляш.
Компания СМИ2 является членом Российской ассоциации электронных коммуникаций (РАЭК), объединяющей крупнейших игроков российской интернет-отрасли.

## История

### СМИ2 как соцсеть
СМИ2.ру был создан Юрием Белоусовым и Борисом Соркиным в августе 2006 года как социальная новостная сеть формата веб 2.0 — аналог популярных в то время сайтов Digg и reddit, но с игровыми элементами. Так, над публикациями и комментариями можно было производить «волшебство»: закидывать яйцами, поставить венок славы, навлечь проклятие и т. д. Пользователи делились на «уровни», обладали «кармой», использовали внутреннюю валюту («энтропию»).
Помимо пользовательских публикаций, на СМИ2 создавался и собственный контент. В частности, проводились онлайн-конференции с известными политиками и общественными деятелями — Дмитрием Рогозиным, Валерией Новодворской, Борисом Немцовым, Станиславом Белковским, Анатолием Вассерманом, Антоном Носиком, Ильёй Пономарёвым, послом Ирана в России Резой Саджади и др. Кроме того, на СМИ2 с согласия правообладателей публиковались переводные версии блогов американских бизнес-гуру — Сета Година, Дэна Ариэли и др.
В 2009 году на СМИ2 была запущена собственная рекламно-обменная сеть, спустя два года она была преобразована в новостную обменную сеть на отдельном домене SMI2.net. С марта 2010 года популярные пользователи СМИ2 получили возможность зарабатывать на своих публикациях процент от размещённой на их страницах рекламы. С ноября 2011 года у СМИ2 появилась международная версия на основе интеграции с системой машинного перевода Translation Server 9.5 Developer Edition компании ПРОМТ, новости и пользовательский контент проекта стали переводиться в режиме реального времени.
К 2012 году промежуточным итогом развития СМИ2, по оценке руководителя проекта, стало наличие под одной крышей мощной рекламно-обменной сети, одной из ведущих в Рунете, и сравнительно «небольшой социальной сети, живущей своей жизнью».

### МирТесен&СМИ2
В сентябре 2012 года состоялось слияние СМИ2 с другим проектом инвестиционного холдинга «Финам», платформой для создания сайтов «МирТесен». Объединённый продукт получил название «МирТесен&СМИ2». База пользователей (на тот момент около 2 млн человек) и технические решения СМИ2 были полностью перенесены в «МирТесен», а новостная обменная сеть приобрела благодаря слиянию демографический таргетинг, усилившись как средство по монетизации трафика для партнёрских СМИ.
Гендиректор СМИ2 Павел Власов-Мрдуляш в интервью Tjournal отмечал:

[Новостные обменные] сети бывают разные — от накрутчиков, желтушников и порнушников до нормальных проектов с качественным трафиком. Последние зарабатывают меньше, потому что качество стоит денег, зато имеют возможность работать фактически с любым онлайн-медиа на рынке. СМИ2 мы делаем ровно таким образом.

По данным медиаизмерителя «TNS Россия», осенью 2012 года совокупная аудитория проектов СМИ2 в Рунете составила 4,7 млн человек. В конце 2013 года СМИ2 вошёл в топ-20 новостных интернет-ресурсов Рунета по версии исследовательских компаний «TNS Россия» и Gemius, заняв, соответственно, 12 и 10 места в их рейтингах.
С января 2014 года «МирТесен» и СМИ2 были вновь разделены и стали развиваться как разные продукты. При этом «МирТесен» продолжает использовать технологическую платформу СМИ2 для внутренних рекламных и обменных инструментов. В марте 2014 года СМИ2 запустил собственный агрегатор новостей.

## Дочерние проекты
- В 2012 году на основе технологий СМИ2 была запущена деловая обменная сеть ФИНАМ, объединившая как партнёров Forbes, «Финмаркет», ИА «Прайм», «Аргументы и факты», Newsru.com, «Собеседник», «Свободную прессу» и др[35].
- С 2014 года команда СМИ2 развивает аналогичный англоязычный IdealMedia.com, рассчитанный в первую очередь на аудиторию в США[5][36]. Этот проект возглавил Дрю Кёртис[англ.], владелец новостного агрегатора Fark.com[англ.][37].

## Награды
- РОТОР 2008 — финалист в номинации «Интернет-сообщество года»[38];
- РОТОР 2009 — 3 место в номинации «Информационный сайт года»[39]; финалист в номинации «Социальная сеть года»[40];
- РОТОР 2010 — 2 место в номинации «Интернет-сообщество года»[41].
- Премия Рунета 2018 в номинации «СМИ и массовые коммуникации»[42].

## Критика
СМИ2 часто обвиняют в использовании кликбейтных заголовков в стиле желтой прессы. Руководство агрегатора утверждает, что борется с этим явлением, но признаёт эффективность кликбейта в привлечении читателей.